# 謝爾頓山
71°41′S 166°48′E / 71.683°S 166.800°E
謝爾頓山（英語：Mount Shelton）是南極洲的山峰，位於維多利亞地，屬於霍姆蘭山脈的一部分，處於拉斯托費爾冰川上游西面，海拔高度2,485米，該山峰以美國氣象學家命名。